# Municipio de Blue Ridge (condado de Henderson)
El municipio de Blue Ridge (en inglés: Blue Ridge Township) es un municipio ubicado en el  condado de Henderson en el estado estadounidense de Carolina del Norte. En el año 2010 tenía una población de 11.172 habitantes.

## Geografía
El municipio de Blue Ridge se encuentra ubicado en las coordenadas 35°19′43.42″N 82°22′30.42″O / 35.3287278, -82.3751167.